# 新庄 (南投縣)
新庄，是臺灣南投縣草屯鎮的一個傳統地域名稱，位於該鎮西部偏北。相較於今日行政區，其範圍大致包括新庄里、北投里。

## 歷史
台灣清治末期至日治初期，新庄地區為一街庄，稱為「新庄」，隸屬於北投堡。該庄西北與石頭埔庄為鄰，北與頂茄荖庄為鄰，東與番仔田庄為鄰，南邊為草鞋墩庄、北投埔庄，西邊隔貓羅溪與縣庄為界。
1901年（日治明治三十四年）11月，全台廢縣廳改設二十廳，該庄隸屬於南投廳。1903年（明治三十六年）6月，該庄編入「新庄區」，隸屬於南投廳。1909年（明治四十二年）10月，合併二十廳為十二廳，新庄區仍隸屬於南投廳。1920年（大正九年），全台地方制度大改正，廢十二廳改設五州二廳，該庄改制為「新庄」大字，隸屬於臺中州南投郡草屯庄。1938年（昭和十三年），草屯庄升格為草屯街。
戰後草屯街改制為草屯鎮，隸屬於臺中縣，大字亦改制為里。1950年10月，中、彰、投分治，草屯鎮改隸屬南投縣。

## 聚落
本地區發展較早的聚落有新庄、五汴頭（東半部）、南勢（西半部）、崁仔腳、北投新街、番社內、北投舊街、下南勢（大厝底）等，在日治期初期的官方地圖上已有記載。

## 交通
國道3號又稱「福爾摩沙高速公路」，是貫穿台灣西部的兩條縱向高速公路之一，大致以北北西—南南東走向繞大彎轉北北東—南南西走向經過新庄地區西端。境內未設交流道，北側最近的是省道台14線交會處的草屯交流道，南側最近的是省道台76線交會處的中興系統交流道及省道台14乙線交會處的南投交流道，由此等可快速前往台灣南北各地及彰化平原。
省道台3線（成功路一段）俗稱「內山公路」，是臺北至屏東的幹道，大致以東北微北—西南微南走向經過本地區極東點。由該道路向東北微北經省道台3甲線起點路口後可前往霧峰、大里、台中市區、北屯等地，向西南微南可前往草屯市區、南投、名間、竹山等地。
省道台14線（芬草路二段、博愛路）是彰化至南投廬山的幹道，大致以西北—東南走向轉北北西—南南東走向再轉西北—東南走向經過本地區中部偏東北地帶。由該道路向西北經省道台63線路口、國道3號草屯交流道可前往芬園、彰化中庄子並止於省道台1線路口，向東南可前往草屯市區、國姓、埔里、仁愛（霧社）、廬山等地。
省道台14乙線（碧興路二段～一段）是芬園至南投五塊厝的幹道，大致以西北微北—東南微南走向本地區北部邊界西側入境，經國道3號高架橋下後繞大彎轉南南東，經省道台63線終點路口後續繞大彎轉南南西於本地區西南部邊界出境。由該道路向西北微北轉北北西可前往石頭埔、下茄荖並止於省道台14線路口，向南南西繞大彎轉南南東可前往月眉厝、山腳、營盤口、內轆、軍功寮、包尾、三塊厝並止於其其南側邊界外緣的省道台3線、縣道150號共線路口。
省道台63線（墩煌路一段）又稱「中投公路」，是台中市南區至南投縣草屯的高架道路，但在本地區路段已屬末端平面道路，其南側端點位於本地區西南半葉西部的北投舊街聚落西側省道台14乙線路口。由此向東北轉北北東出境後，可前往大里、臺中市區南側並止於省道台3線路口。
省道台63甲線（新豐路）又稱「中投公路草屯支線」，是中投公路草屯一交流道至草屯市區的平面幹道，大致以縱向轉北北東—南南西走向經過本地區東北半葉的東部。由該道路向北轉北北西可前往番子田並止於其中部偏西北的省道台63線路口，向南南西可前往草屯市區西北郊並止於省道台14線路口。
鄉道投1線（日新街）是溪底仔至新庄的道路，其南側端點位於本地區東北半葉南部近邊界地帶的鄉道投3線路口。由此向北微東轉北北西蜿蜒而行，先出境一段路後，經新豐路249巷路口後再度沿邊界而行，其後轉東北出境後再轉西北微北可前往番子田並止於其北部偏西的溪底子聚落東北側鄉道投2線路口。
鄉道投3線（芬草路二段）是水汴頭至新庄橋的道路，其西側端點位於本地區東北半葉新庄聚落西側的省道台14線轉彎路口。由此向東南進入聚落，經鄉道投3-1線終點路口後轉東南東再繞大彎轉東南，經鄉道投1線終點路口後不遠即出境，可前往草屯市區西北側並止於省道台63甲線路口。
鄉道投3-1線（新庄二路）是田厝子至新庄的道路，其北側端點位於本地區東北半葉北部近邊界地帶的省道台63線路口。由此向南南東直行，進入新庄聚落後轉東南再轉南微西，止於聚落中央偏南的鄉道投3線路口。
鄉道投4線（石川路）是下茄荖（應為頂茄荖）至新庄的道路，全線略呈ㄈ字形，其東南側端點位於本地區東北、西南兩半葉連接地帶的省道台14線路口。由此向西北西轉西南行，出境後可前往石頭埔地區的溪洲尾後，再轉北可前往下埔子，再轉東可前往頂茄荖並止於省道台14線另一路口。
鄉道投6線（敦和段）是北投至草屯的道路，其西側端點位於本地區西南半葉北投新街聚落北側的鄉道投9線路口。由此向東南行，至本地區西南半葉南部邊界後沿邊界蜿蜒而行並轉東南東，出境後可前往草屯市區並止於省道台3線路口。
鄉道投9線（史館路）是新庄至阿法庄的道路，其北側端點位於本地區東北、西南兩半葉連接地帶的東南部邊界省道台14線路口。由此向西南沿邊界行一小段後入境，經崁子腳聚落後轉南，經鄉道投6線起點路口後進入北投新街聚落，於聚落內轉東南東再轉南微西再轉西南西再轉南南東，出聚落至邊界並沿邊界而行，出境後可前往北投埔、林子頭西南部的阿法庄並止於省道台3線路口。

## 學校
- 草屯商工
- 新庄國小
- 北投國小

## 文化資產
- 登瀛書院（縣定古蹟）
- 草屯朝陽宮（縣定古蹟）
- 敷榮堂（歷史建築）
- 新庄國小日治宿舍（歷史建築）

## 廟宇
- 草屯新興宮（慚愧祖師廟）